# Park Jun-hui
Đây là một tên người Triều Tiên, họ là Park.
Park Jun-hui (tiếng Hàn: 박준희; sinh ngày 1 tháng 3 năm 1991) là một cầu thủ bóng đá Hàn Quốc thi đấu ở vị trí tiền vệ cho Ansan Greeners ở K League 2.

## Sự nghiệp
Anh được lựa chọn bởi Pohang Steelers ở đợt tuyển quân K League 2014.